# Веряжа (река)
Веря́жа — река в Новгородском районе Новгородской области. Берёт начало в озере Вяжицком, которое расположено в центре верхового болота Долговский Мох. Впадает в озеро Ильмень. Длина — 51 км. Общая длина с притоками — 128 км. Принадлежит бассейну Балтийского моря.
Веряжа — равнинная река. Её русло проходит по Приильменской низменности, что в нижнем течении обуславливает обширные разливы во время весеннего половодья. Средняя скорость течения — 0,1 м/с. Ширина в низовье достигает 50 м, глубина 2 м. Средний расход воды — 146 м³/с.
Берега, практически на всём протяжении реки, низкие, пологие, пойменные. Площадь водосбора — 410 км². Притоки: Веряжка, Нёгоша, Соковая.

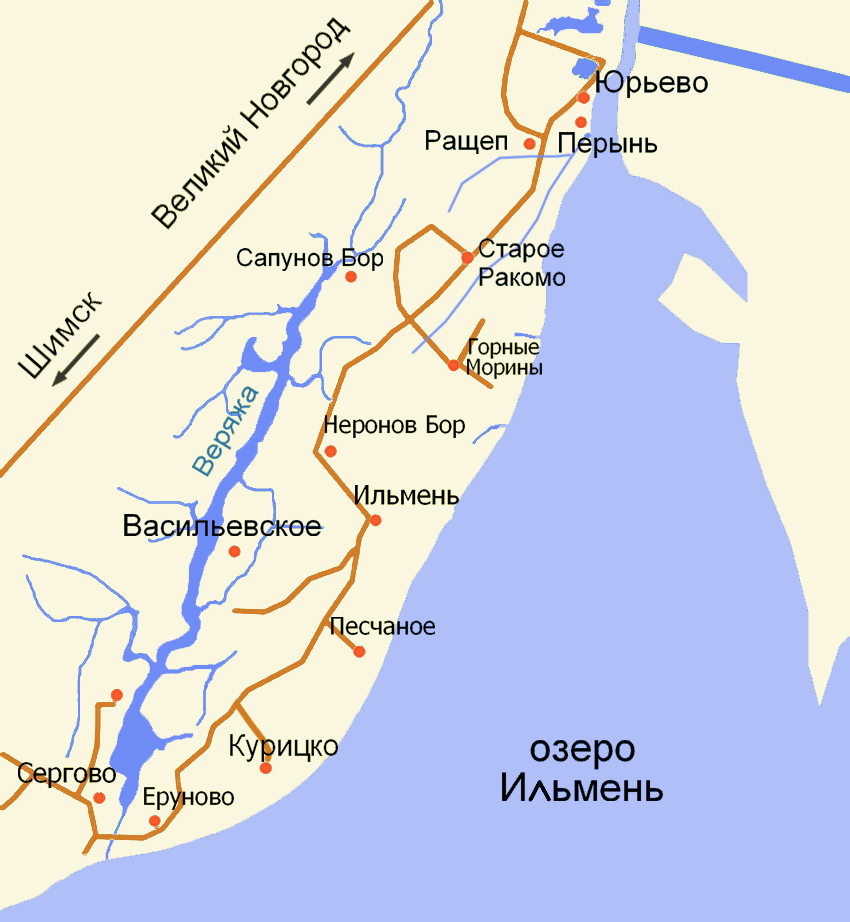

Долина реки сформировалась в результате прохождения и таяния ледника в четвертичный период (Валдайское оледенение) и сложена песчано-глинистыми породами. По геологическим понятиям она относительно молода, имеет одну террасу.
Тип питания реки смешанный с преобладанием снегового (снеговое питание — 50-60 %, дождевое — 20—30 %, грунтовое — 10—20 %).
На берегу Веряжи в верховье стоят Вяжищский и Сырков монастыри, в низовье — Клопский монастырь.
Река берёт своё начало в лесном озере, протекает по западной окраине Великого Новгорода, в том числе служа границей с деревней Григорово. Ниже по течению, на правом берегу реки, находится крупнейший посёлок городского типа в Новгородской области — Панковка. Проходя через Великий Новгород, река значительно загрязняется. После города, примерно через 20 км, она впадает в озеро Ильмень и, уже с водами Волхова, вновь возвращается на территорию Новгорода, в зону городского водозабора. Ввиду такой географической особенности, Веряжа является предметом особого внимания новгородских экологов.
Между руслом Веряжи в нижнем течении и берегом озера Ильмень находится историческая местность Поозерье. На Веряже выявлены укреплённые поселения новгородских словен (летописные «грады»): напротив деревни Завал, на островке посреди русла Веряжи археологами было найдено раннеславянское городище Сергов Городок, а в Среднем Поверяжье — мысовое городище Георгий. Предполагается, что Сергов Городок выполнял функции своеобразной крепости для защиты Веряжи от проникновения со стороны озера Ильмень (сходные городища с мощными кольцевыми валами на низких местах, мысах или островах хорошо известны у западных славян), а городище Георгий прикрывало селища Васильевское 1, Васильевское 2, Георгий 1 и Георгий 2.
В 1983 году в районе деревни Сергово через Веряжу был построен автомобильный мост, соединивший Поозерье с автодорогой А116 «Великий Новгород — Шимск».